# Dottor Alchemy
Dottor Alchemy è un personaggio dei fumetti DC Comics. È un supercriminale nemico di Flash, alias di Barry Allen. Comparve per la prima volta in Showcase n. 13 nell'aprile 1958.

## Biografia del personaggio
Albert Desmond soffriva di disturbi multipli della personalità, come per Due Facce, una delle quali era un cittadino modello, mentre l'altra un criminale. Utilizzando la sua conoscenza dell'alchimia, Desmond fa il suo debutto come criminale nelle vesti di Mister Element. Dopo essere finito in prigione grazie a Flash, in qualche modo Desmond trova la Pietra Filosofale, un artefatto con la quale era possibile trasformare un elemento in un altro. Utilizzando la Pietra per fuggire, Desmond riprende la sua carriera criminale con il nuovo alias di Dottor Alchemy, scontrandosi numerose volte contro Flash e venendo, ogni volta, sconfitto.
La personalità "buona" di Desmond infine riemerse; decise quindi di porre fine alla sua carriera criminale e di nascondere la Pietra Filosofale,. Poco dopo, tuttavia, comparve un altro Dottor Alchemy, il gemello Alvin Desmond, identico ad Albert, con il quale condivideva un collegamento psichico. Si scoprì successivamente che il fantomatico gemello di Albert non era altro che la sua parte malvagia, separatasi da lui come effetto collaterale alla esposizione alla Pietra Filosofale.
Dopo la morte di Alvin, Albert ricadrà sotto l'influsso della pietra e tornerà a ricoprire il ruolo di Alchemy. Desmond ottenne anche l'abilità di trasferire la sua essenza nelle altre persone e di possederle tramite la Pietra Filosofale. In questo modo tentò di usare il potente Capitan Atom nel tentativo di uccidere Superman. Wonder Woman lo fermò gettando la Pietra Filosofale nel sole, scoprendo poi che l'essenza di Dottor Alchemy era al suo interno. Tuttavia, Superman puntualizzò che per quante volte si cercò di distruggere la Pietra Filosofale in passato, questa aveva sempre trovato un modo per rigenerarsi.
Quando Central City celebrò il ritornò di Barry Allen, si vide Albert Desmond di nuovo nelle vesti di Dottor Alchemy, mentre osservava il ritorno del suo nemico.
Lo si poté notare nelle file della Società segreta dei supercriminali di Alexander Luthor Jr.. Recentemente, in The Flash: Rebirth, il Dottor Alchemy evase da Iron Heights.

## Poteri e abilità
Al Desmond è un chimico geniale, e nei panni di Mister Element usa la sua conoscenza degli elementi chimici per i suoi scopi criminali. Possiede una pistola in grado di replicare i fenomeni naturali e modificare la struttura degli oggetti . Nei panni del dottor Alchemy possiede invece la famosa Pietra Filosofale che una volta apparteneva al Mago Merlino. La Pietra gli permette di tramutare ogni elemento in un altro (ad esempio può tramutare l'acciaio in gomma o l'ossigeno in monossido di carbonio), e può anche tramutare i corpi degli esseri umani, in un'occasione ha infatti ha trasmutato Flash in vapore acqueo. Alchemy inoltre è in grado di controllare la pietra a distanza grazie alla telecinesi. Ha anche l'abilità di trasferire la sua essenza nelle altre persone e di possederle tramite la Pietra Filosofale.

## Altre versioni
Altri personaggi utilizzarono i trucchi di Desmond:
- Uno scienziato dei Laboratori S.T.A.R. di nome Dr. Curtis Engstrom utilizzò la Pietra Filosofale nei panni de L'Alchimista durante il periodo di cura di Desmond.
- Più recentemente, Alexander Petrov, uno scienziato della polizia di Central City, divenne il nuovo Mister Element. Sebbene utilizzasse la vecchia pistola-elemento di Desmond, ed una sua variante del costume, tentò di confondere le cose utilizzando la pistola per congelare i suoi obiettivi, e quindi implicando che fosse Capitan Cold. Fu infine ucciso dal vero Capitan Cold.

## Altri media
Dottor Alchemy e Mister Element comparvero nell'episodio Flash, l'eroe, nel corso della serie animata, Justice League Unlimited, come due personaggi di sfondo sulla barra da cui vennero fuori i nemici di Flash.

### Televisione
Compare nella terza stagione della serie televisiva The Flash, interpretato da Tom Felton. Con il nome di Julian Albert Desmond, lavora alla centrale di polizia di Central City, in perenne competizione con Barry Allen; come Dottor Alchemy indossa un abito del medico della peste verde con una maschera che gli copre totalmente il volto. Possiede e controlla la Pietra Filosofale, un artefatto che dona abilità metaumane, usandola per ridare i poteri a tutti coloro che li avevano in Flashpoint, la realtà alternativa che aveva creato Barry salvando sua madre nel passato; Alchemy è a conoscenza di questa realtà alternativa. Quando la sorella di Julian morì, egli ebbe una visione di lei che lo incitava a trovare la pietra filosofale per riportarla in vita (in realtà questa non era altro che un'illusione indottagli del malvagio velocista Savitar). Julian organizzò una spedizione e dopo mesi riuscì a trovarla e una volta preso venne soggiogato da Savitar. Ogni volta che Julian viene controllato da Savitar ha dei vuoti di memoria e non ricorda più quello che ha fatto. Savitar attraverso la pietra controlla Julian e lo ha reso il suo servo chiamandolo Dottor Alchemy. Savitar ordina ad Alchemy di preparare il mondo per il suo ritorno. Dopo che Barry scopre che Alchemy è Julian lo aiutano e gli rivelano il suo alter-ego malvagio. Julian ormai in crisi per aver fatto del male a delle persone si unisce al team Flash nella lotta contro Savitar.

### Cinema
Albert Desmond, interpretato da Rudy Mancuso, compare nel film del DC Extended Universe The Flash.